# Skarø
Skarø é uma ilha da Dinamarca, com área de aproximadamente 1,97 km² e habitada por cerca de 20 pessoas. Pode ser atingida por ferryboat a partir de Svendborg e de Drejø.
Há um conjunto de sapos raros que podem ser encontrados na ilha. A ilha foi visitada pelo rei Cristiano X da Dinamarca em julho de 1927, e pela rainha Margarida II da Dinamarca em 17 de setembro de 2008.